# Pycnanthemum curvipes
Pycnanthemum curvipes là một loài thực vật có hoa trong họ Hoa môi. Loài này được (Greene) E.Grant & Epling miêu tả khoa học đầu tiên năm 1943.